# Piperskärr
Piperskärr (uttalas med betoning på kärr) är en tätort i Västerviks kommun i Kalmar län.
Piperskärr ligger på Norrlandet, omkring två km norr om Västerviks centrum. Piperskärr avskiljs från tätorten Västervik av några hundra meter obebyggt område, varför det enligt gällande kriterier för avgränsning av tätorter räknas som en egen sådan.

## Befolkningsutveckling
| Befolkningsutvecklingen i Piperskärr 1960–2020 | Befolkningsutvecklingen i Piperskärr 1960–2020 | Befolkningsutvecklingen i Piperskärr 1960–2020 | Befolkningsutvecklingen i Piperskärr 1960–2020 | Befolkningsutvecklingen i Piperskärr 1960–2020 |
| ---------------------------------------------- | ---------------------------------------------- | ---------------------------------------------- | ---------------------------------------------- | ---------------------------------------------- |
|                                                |                                                |                                                |                                                |                                                |
| År                                             |                                                |                                                | Folkmängd                                      | Areal (ha)                                     |
| 1960                                           | 1960                                           |                                                | 268                                            |                                                |
| 1965                                           | 1965                                           |                                                | 279                                            |                                                |
| 1970                                           | 1970                                           |                                                | 229                                            |                                                |
| 1975                                           | 1975                                           |                                                | 313                                            |                                                |
| 1980                                           | 1980                                           |                                                | 326                                            |                                                |
| 1990                                           | 1990                                           |                                                | 438                                            | 37                                             |
| 1995                                           | 1995                                           |                                                | 443                                            | 38                                             |
| 2000                                           | 2000                                           |                                                | 417                                            | 38                                             |
| 2005                                           | 2005                                           |                                                | 462                                            | 55                                             |
| 2010                                           | 2010                                           |                                                | 551                                            | 63                                             |
| 2015                                           | 2015                                           |                                                | 579                                            | 97                                             |
| 2020                                           | 2020                                           |                                                | 654                                            | 105                                            |
|                                                |                                                |                                                |                                                |                                                |